# George MacQuarrie
Pour les articles homonymes, voir MacQuarrie.
George Donald MacQuarrie, né le 2 juin 1873 à San Francisco (Californie) et mort en juin 1951 (date exacte et lieu à préciser), est un acteur américain.

## Biographie

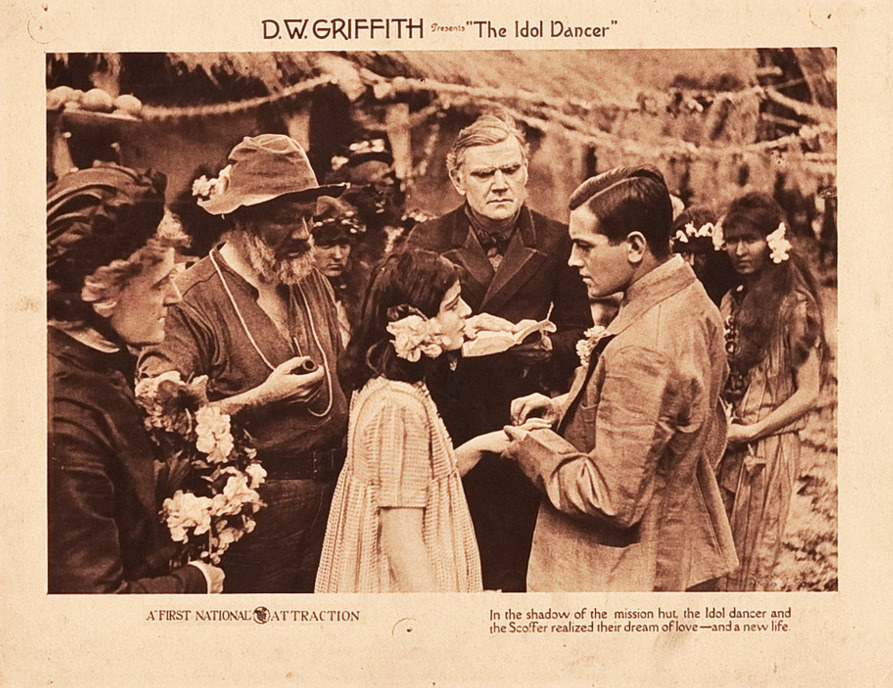
La Danseuse idole (1920), avec Kate Bruce, Herbert Sutch, Clarine Seymour, George MacQuarrie et Richard Barthelmess (de g. à d.)

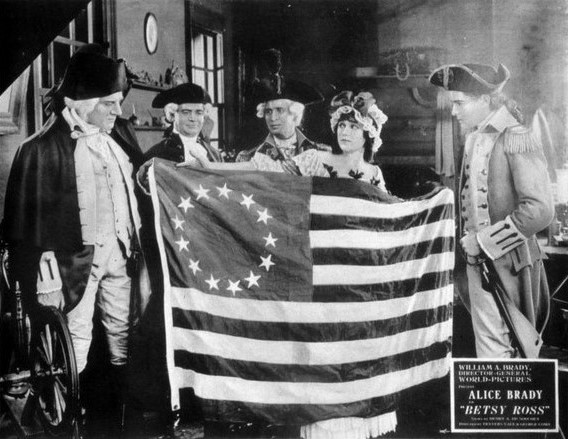
Betsy Ross (1917), avec George MacQuarrie (George Washington, à g.) et Alice Brady (Betsy Ross)

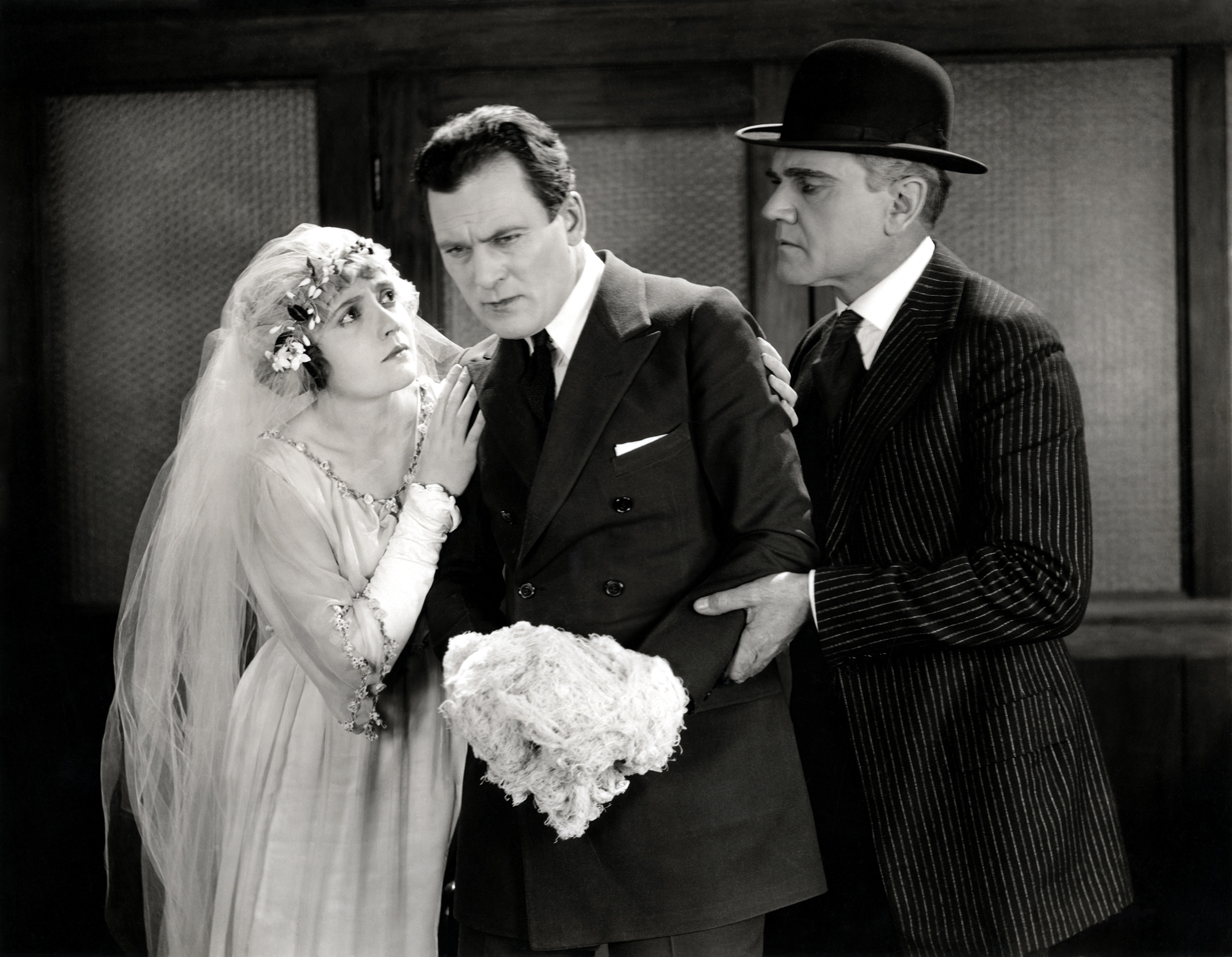
La Cité du silence (1921), avec Lois Wilson, Thomas Meighan et George MacQuarrie (de g. à d.)

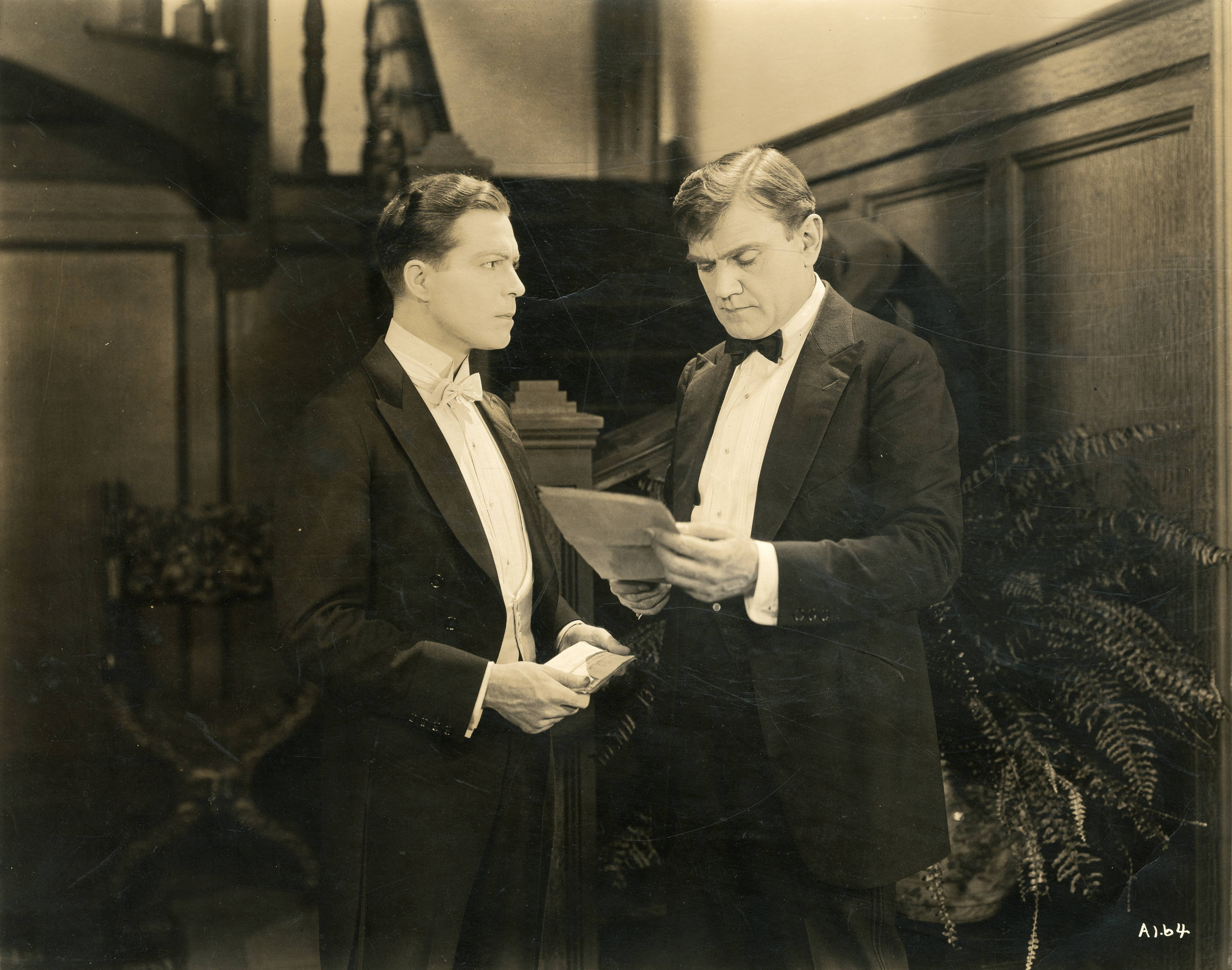
La Clé du mystère (1922), avec Harrison Ford (à g.) et George MacQuarrie

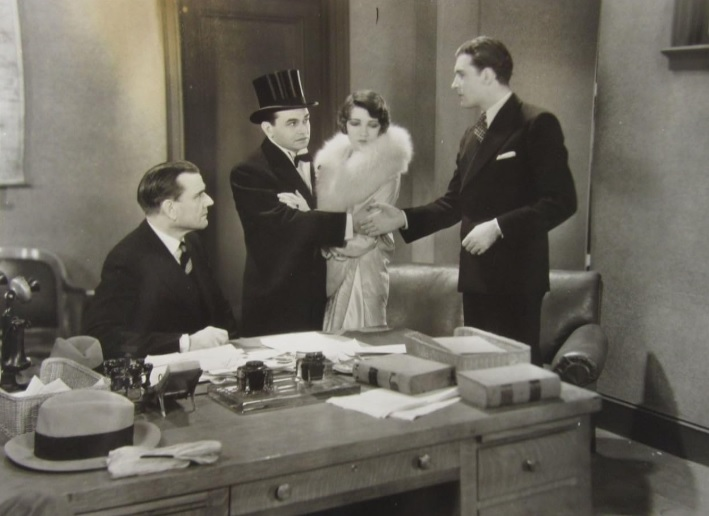
Le Trou dans le mur (1929), avec George MacQuarrie, Edward G. Robinson, Claudette Colbert et David Newell (de g. à d.)

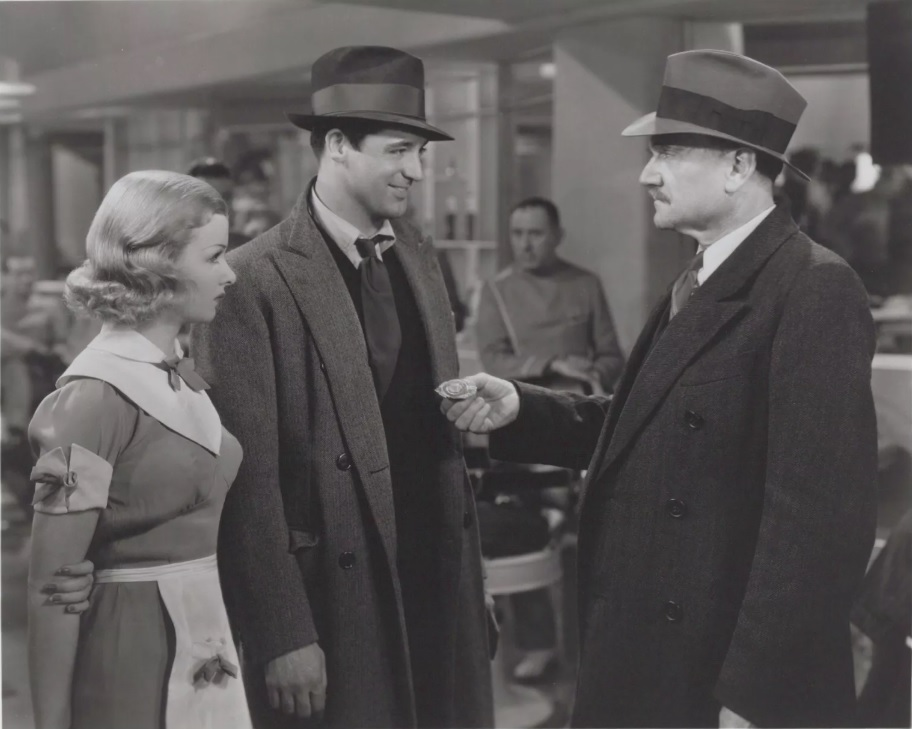
Empreintes digitales (1936), avec Joan Bennett, Cary Grant et George MacQuarrie (de g. à d.)

Ayant trois frères également acteurs (dont Murdock MacQuarrie, 1878-1942), George MacQuarrie débute au théâtre et joue notamment à Broadway (New York), pour la première fois en 1916, dans Under Sentence de Roi Cooper Megrue (en) et Irvin S. Cobb (avec Janet Beecher et Edward G. Robinson). 
Là, suivent dix-huit autres pièces (la dernière en 1932), dont Canary Dutch de Willard Mack (1925, avec l'auteur et Sidney Toler), Oktobertag de Georg Kaiser (1928, avec Edith Barrett et Romney Brent), ainsi que Through the Night de Samuel Ruskin Golding et Paul Dickey (1930). Il interprète cette dernière aux côtés d'Helen MacKellar (1895-1966), son épouse.
Au cinéma, il contribue dès la période du muet à quatre-vingt-neuf films américains (y commpris quelques westerns), les six premiers sortis en 1916 (dont The Eternal Sappho de Bertram Bracken, avec Theda Bara et Warner Oland). Suivent entre autres La Danseuse idole de D. W. Griffith (1920, avec Richard Barthelmess et Clarine Seymour), The Rejected Woman d'Albert Parker (1924, avec Alma Rubens et Conrad Nagel), Le Trou dans le mur de Robert Florey (1929, avec Claudette Colbert et Edward G. Robinson), Une aventure de Buffalo Bill de Cecil B. DeMille (1936, avec Gary Cooper et Jean Arthur) et Vivre libre de Jean Renoir (1943, avec Charles Laughton et Maureen O'Hara).
Le dernier film de George MacQuarrie est 14 Heures d'Henry Hathaway (avec Paul Douglas et Richard Basehart), sorti en 1951, année de sa mort, à 77 ans.

## Théâtre à Broadway (intégrale)
- 1916 : Under Sentence de Roi Cooper Megrue (en) et Irvin S. Cobb : rôle non spécifié
- 1919 : Just Around the Corner de George V. Hobart et Herbert Hall Winslow : rôle non spécifié
- 1919 : She Would and She Did de Mark Reed, mise en scène de John Cromwell : Fisher Brigham
- 1921 : The Poppy God de Leroy Clements, Thomas Grant Springer et Leon Gordon, mise en scène de ce dernier : Wo Ling Wo
- 1922 : That Day de Louis K. Anspacher : Dr Eric McKay
- 1922 : Virtue(?) de William Everett : Daniel Greene
- 1924-1925 : My Son de Martha Stanley : Ellery Parker
- 1925 : Canary Dutch de Willard Mack, production et mise en scène de David Belasco : le directeur John Healy
- 1927 : New York de Samuel Ruskin Golding : Edmund Crane
- 1928 : Oktobertag (The Phantom Lover) de Georg Kaiser, adaptation d'Adolph E. Meyer et Herman Bernstein : M. Coste
- 1928 : These Days de Katharine Clugston : M. MacRae
- 1929 : Flight de Susan Meriwether et Victor Victor : Arthur Larrimore Larry
- 1929 : The Come-On Man de (et mise en scène par) Herbert Ashton : William Strange
- 1929 : White Flame de Robert Lillard : Dudley Blackstar
- 1930 : Rebound de Donald Ogden Stewart : Lyman Patterson
- 1930 : Through the Night de Samuel Ruskin Golding et Paul Dickey : Howard Talbott
- 1930-1931 : First Night de Frederick Rath : Inspecteur Owens
- 1931 : Enemy Within de Will Piper et Lois Howell : Regan
- 1932 : Air Minded de Nathaniel Dairs : Joseph Clements

## Filmographie partielle
- 1916 : The Eternal Sappho de Bertram Bracken : Jack McCullough
- 1917 : The Stolen Paradise de Harley Knoles : Kenneth Brooks
- 1917 : Betsy Ross (en) de Travers Vale et George Cowl : George Washington
- 1919 : Silence sacré (Sacred Silence) de Harry F. Millarde : Major Marston
- 1919 : Love and the Woman de Tefft Johnson
- 1920 : La Fleur d'amour (The Love Flower) de D. W. Griffith : Thomas Bevan
- 1920 : La Danseuse idole (The Idol Dancer) de D. W. Griffith : Révérend Franklin Blythe
- 1921 : La Cité du silence (en) (The City of Silent Men) de Tom Forman : Mike Kearney
- 1922 : La Clé du mystère (en) (Find the Woman) de Tom Terriss : Juge Walbrough
- 1923 : Notre-Dame de Paris (The Hunchback of Notre Dame) de Wallace Worsley : rôle non spécifié
- 1924 : The Rejected Woman d'Albert Parker : Samuel Du Prez
- 1924 : Half-A-Dollar-Bill (en) de W. S. Van Dyke : Martin Webber
- 1929 : Le Trou dans le mur (The Hole in the Wall) de Robert Florey : Inspecteur Nichols
- 1930 : Abraham Lincoln de D. W. Griffith : un membre du cabinet de Lincoln
- 1933 : King Kong de Merian C. Cooper et Ernest B. Schoedsack : un capitaine de police
- 1933 : Monsieur Bébé (A Bedtime Story) de Norman Taurog : Henry Joudain
- 1933 : La Soupe au canard (Duck Soup) de Leo McCarey : le premier juge
- 1934 : Dollars et Whisky (You're Telling Me!) d'Erle C. Kenton : Crabbe
- 1934 : Le Grand Barnum (The Mighty Barnum) de Walter Lang : Daniel Webster
- 1934 : Patte de chat (The Cat's-Paw) de Sam Taylor : l'assistant du procureur de district
- 1935 : Les Ailes dans l'ombre (Wings in the Dark) de James Flood : Crawford
- 1935 : Sa Majesté s'amuse (All the King's Horses) de Frank Tuttle : Prince Rumpfeffer
- 1935 : Les Misérables (titre original) de Richard Boleslawski : le concierge à Arras
- 1935 : Le Baron Gregor (The Black Room) de Roy William Neill : le juge
- 1935 : L'Appel de la forêt (The Call of the Wild) de William A. Wellman : un policier monté
- 1935 : Les Croisades (The Crusades) de Cecil B. DeMille : un capitaine des templiers
- 1935 : Diamond Jim d'A. Edward Sutherland : un agent de change
- 1936 : The Border Patrolman de David Howard
- 1936 : Annie du Klondike (Klondike Annie) de Raoul Walsh : un officier du port
- 1936 : Robin des Bois d'El Dorado (Robin Hood of El Dorado) de William A. Wellman : Smithers
- 1936 : Empreintes digitales (Big Brown Eyes) de Raoul Walsh : l'inspecteur en chef
- 1936 : Une aventure de Buffalo Bill (The Plainsman) de Cecil B. DeMille : Général Merritt
- 1937 : Âmes à la mer (Souls at Sea) de Henry Hathaway : un médecin
- 1937 : Le Dernier Train de Madrid (The Last Train from Madrid) de James Patrick Hogan : un conducteur
- 1937 : La Furie de l'or noir (High, Wise and Handsome) de Rouben Mamoulian : un acolyte de Peter
- 1938 : Vallée sans loi (en) (Lawless Valley) de David Howard : Tim Wade
- 1939 : Les Maîtres de la mer (Rulers of the Sea) de Frank Lloyd : un homme d'équipage
- 1940 : Sur la piste des vigilants (Trail of the Vigilantes) d'Allan Dwan : un rancher
- 1943 : Vivre libre (This Land Is Mine) de Jean Renoir : le chef de la police
- 1951 : 14 Heures (Fourteen Hours) de Henry Hathaway : Révérend J. C. Parkinson